# Андхой

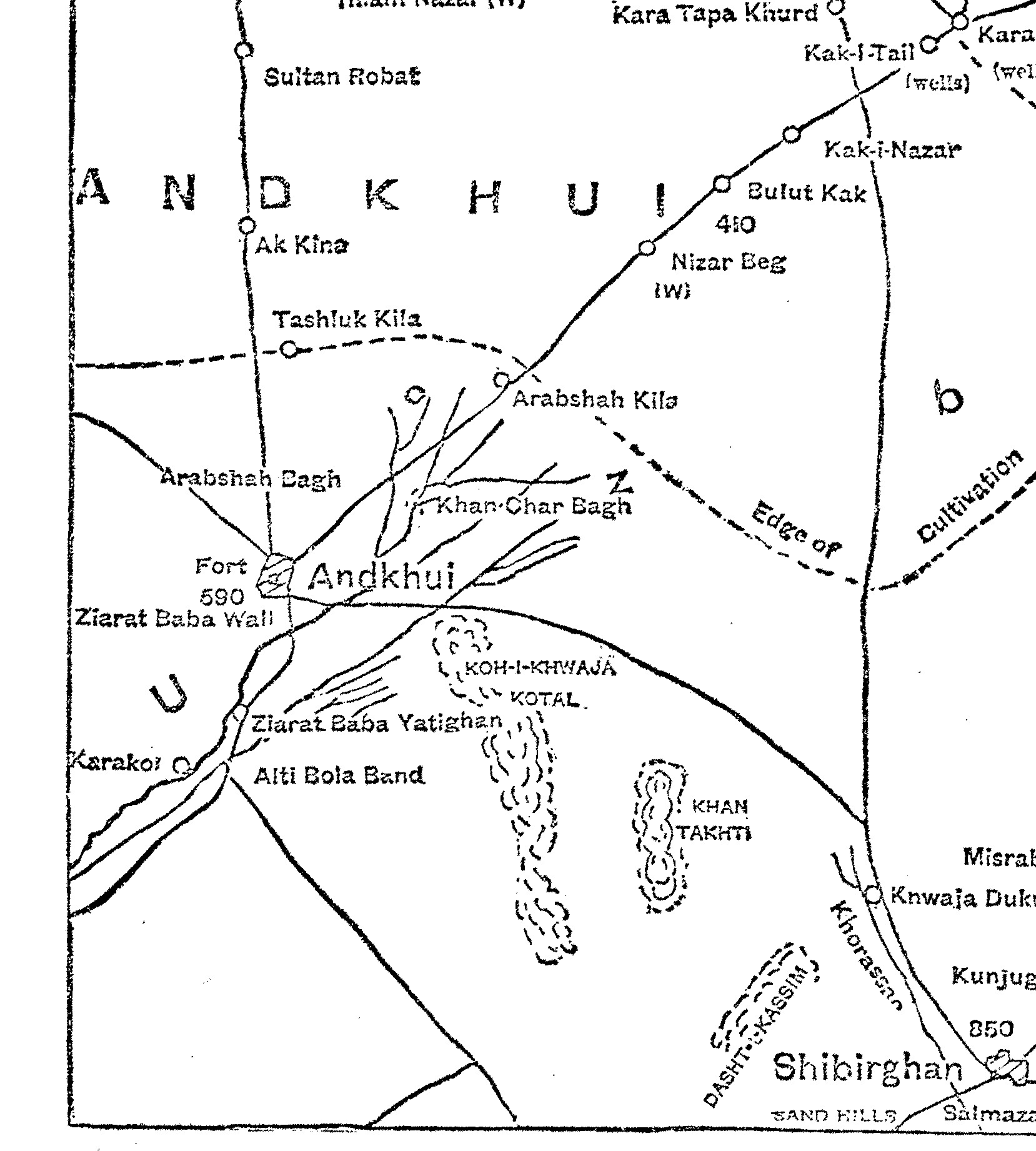
Карта провинции Андхой 1886 года

Андхо́й (дари اندخوى Andxōy, пушту اندخوي‎) — старинный город на севере Афганистана. Находится в провинции Фарьяб, расположен в 185 км к западу от Мазари-Шарифа. Менее чем в 32 км от границы с Туркменистаном, и связан с городом Керки дорогой, пересекающей границу.
Узел дорог на Керки (бывшего СССР, ныне — Атамурад, Туркменистан), Герат и Кабул.
В Андхое развито производство текинских ковров и грубых тканей, обработка каракуля. К Югу от Андхоя добывают каменную соль.
Андхой находится в Афганском Туркестане, части Туркестана, присоединенной к Афганистану в 1885 г. Один из самых северных в Афганистане, близок к границе с Туркменистаном.
Население города составляет 37100 человек (2004 г.).

## История
Существуют легенды, что город основал Македонский правитель Александр Великий.
В конце XIV века духовный наставник Тамерлана Мир Саид Барака получает в удел город Андхой. Город и в XV веке остается во власти его потомков.
До 1820 года входил в состав Бухарского эмирата.